# Montgomery County, Mississippi
Montgomery County är ett administrativt område i delstaten Mississippi, USA, med 10 925 invånare. Den administrativa huvudorten (county seat) är Winona. 

## Geografi
Enligt United States Census Bureau så har countyt en total area på 1 056 km². 1 053 km² av den arean är land och 3 km² är vatten. 

### Angränsande countyn
- Grenada County - nord
- Webster County - nordost
- Choctaw County - öst
- Attala County - syd
- Carroll County - väst